# زواج مدني

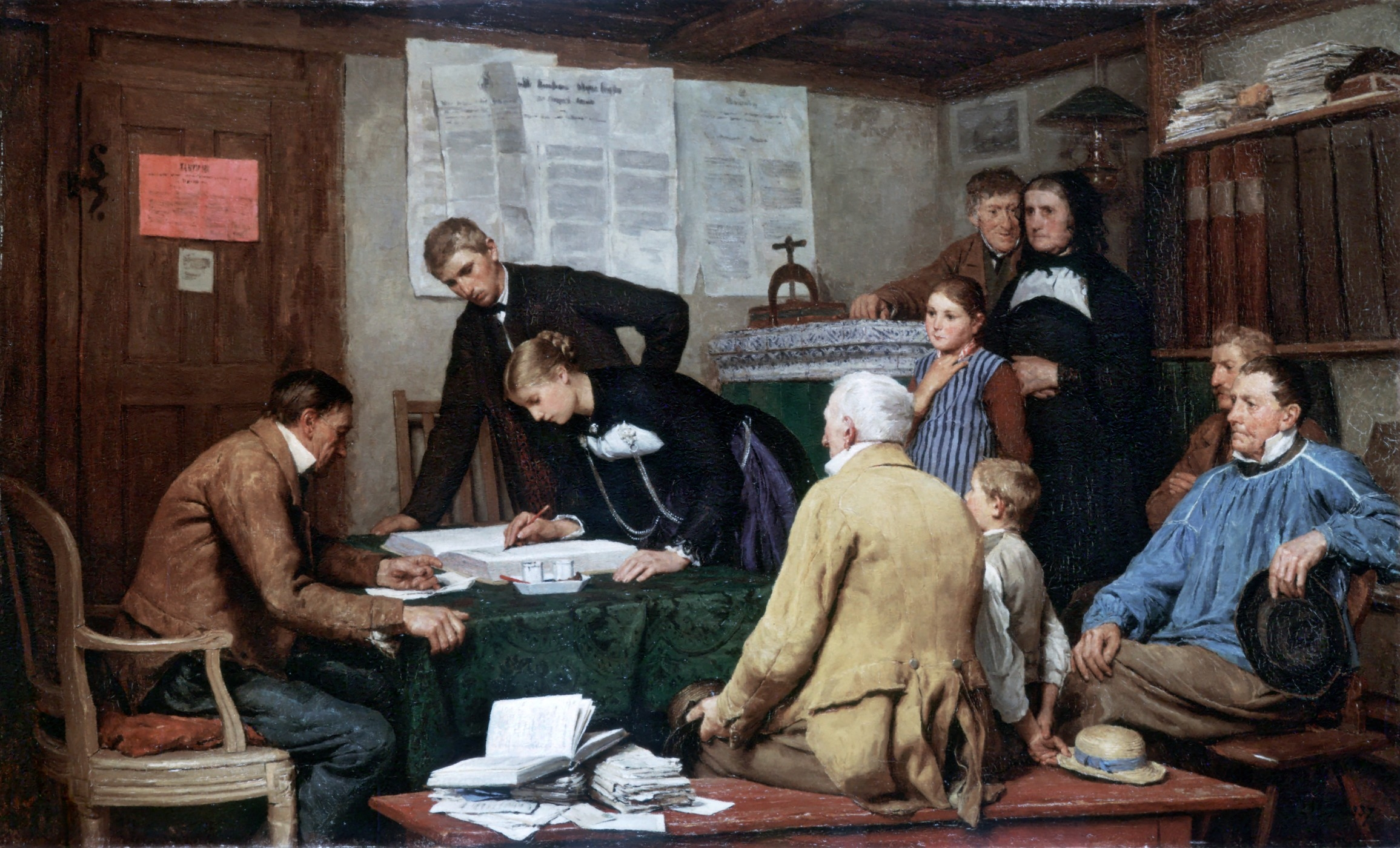
لوحة للرسام السويسري ألبرت أنكر للزواج المدني. 1887

الزواج المدني هو الزواج الذي يُسجّله ويُنفذه ويعترف به مسؤول حكومي. قد يتم إجراء مثل هذا الزواج من قبل هيئة دينية وتعترف بها الدولة ، أو قد يكون علمانيًا تمامًا ويخلوا من أي شعائر دينية.

## تاريخه

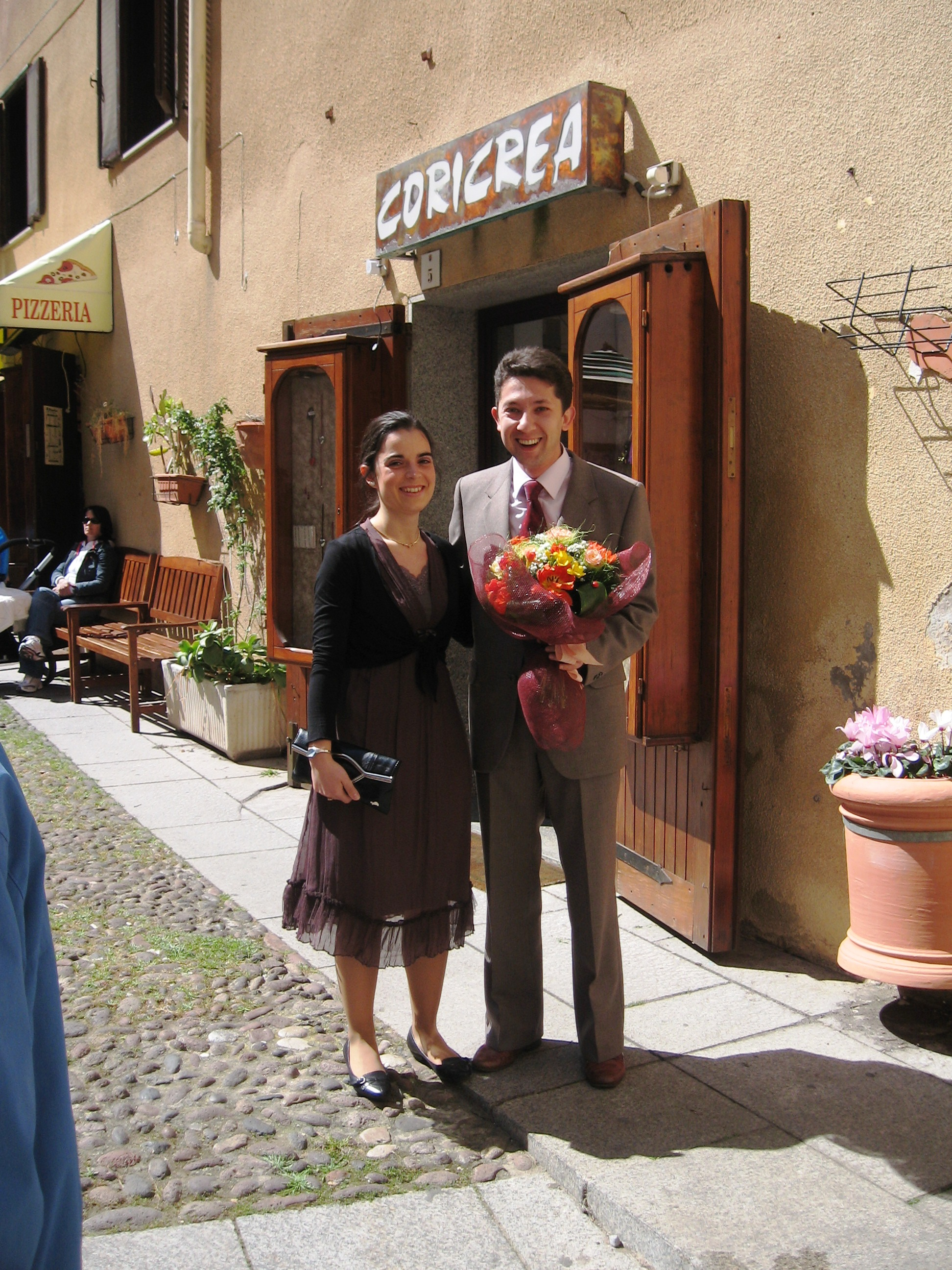
زوجان ينتظران حفل الزفاف

كل دولة تُبقي على السجل المدني لمواطنيها تتبع حالة الفرد الاجتماعة: متزوج، أعزب، .. ، وقد وقعّت أو صادقت جميع دول أعضاء الأمم المتحدة إمّا على اتفاقية الأمم المتحدة على الرضا بالزواج، أو سن العمر الأدنى للزواج، أو توثيق الزواج (1962)،أو اتفاقية القضاء على جميع أشكال التمييز ضد المرأة (1979) ما عدا الصومال، والسودان، وجنوب السودان، وتونغا.
تُعرِّف أغلب الدول الزواج المدني بمعزل عن المطالب الدينية، إلا على سبيل المثال، إسرائيل لا يسمح بتسجيل الزواج إلا بعد أن يكون الزوجان قد تزوجا في مراسم دينية معترف بها أو أن يكونا قد تزوجا خارج البلاد.

### في إنجلترا
كان القانون الكنسي هو المسيطر في العصور الوسطى لأوروبا، حيث أن الزيجات الصالحة هي فقط التي يحضر فيها الطرفان، أي الزوج والزوجة، ولا داعي للشهود، وليس بالضرورة أن يُسجل بشكل رسمي من قبل الحكومة. إلّا أنَّ هذا القانون استُبدل بقانون اللورد هاردويك للزواج "Lord Hardwicke's Marriage Act" والذي ينص على أن الزيجات الصالحة هي التي تؤدّى في مراسم دينية ورسمية معترفة من الدولة، وما عدا ذلك مُلغى، وفي عام 1836، أُزيل شرط المراسم الدينية في الزواج وأعطيت الجهات الرسمية المختصة وحدها الحق في توثيق وتشريع الزواج.

### في دول أوروبية أخرى
كانت الزيجات في معظم الدول الأوروبية تقليدية، تتم بمراسم دينية كلٍ على دينه أو طائفته، حتى عام 1792 وبعد الثورة الفرنسية، أصبح الزواج الديني ثانوي بعد الزواج المدني، ثم نشر نابليون حول أنحاء أوروبا بأن الزواج المدني هو الوحيد المعترف به وأما الزواج الديني فلا أثر له إطلاقاً.

## الزواج المدني في العالم الحديث

### في إنجلترا وويلز
تعقد الزيجات اليوم في إنجلترا وويلز في مباني معتمدة تشمل المكاتب الرسمية ومباني مثل المنازل الفخمة والقصور والفنادق، وأيضا الكنائس والمعابد والمباني الدينية المصرح لها من قبل السلطة المحلية. يتطلب الزواج المدني تصديق وأحياناً رخصة تثبت بأن الزوجين صالحين لبعضهما، وبعد الموافقة بفترة بسيطة تتم مراسم الزواج بحضور المسجل والشاهدَين ويمكن حضور الضيوف كذلك.

### في الولايات المتحدة الأمريكية
يمكن الحصول على الزواج المدني في جميع الولايات الأمريكية، ويمكن الجمع بين المدني والديني في بعض الحالات.

### دول تُجبر على الزواج المدني
معظم الدول الأوربية يكون فيها الزواج المدني إجباري، ويمكن للزواج الديني أن يكون ثانوي بغرض الاعتراف الديني فقط. من هذه الدول: بلجيكا، وهولندا، وتركيا، حيث يتزوج الأزواج بدون مراسم دينية إطلاقاً، زواج رسمي متكامل بحضور الأهل والأصدقاء.

### دول لا يوجد فيها زواج مدني
لا يوجد في معظم دول الشرق الأوسط زواج مدني مثل السعودية والإمارات والأردن واليمن وموريتانيا وكذلك أندونيسيا وإيران وإسرائيل، فيتم الزواج في هذه الدول تحت السلطات الدينية ومن ثمًّ المدنية، وفي الغالب مراسم إسلامية بما أن الغالبية العظمى لسكان هذه الدول مسلمين، إلا أن في سوريا وفلسطين ولبنان وليبيا يتم الاعتراف بكل من المراسم الإسلامية والمسيحية واليهودية، ويسمح في ماليزيا لغير المسلمين فقط بالزواج المدني، وأما في الكويت والبحرين وأفغانستان فيسمح فقط للأجانب.

## الزواج المدني والزواج من نفس الجنس
في ديسمبر / كانون الأول 2015 ، اعترفت 19 دولة حول العالم بزواج المثليين. هذه الدول هي: كندا، الأرجنتين، بلجيكيا، لوكسمبورغ، البرازيل، فرنسا، آيسلندا، ايرلندا، نيوزيلاندا، الدانمرك، هولندا، النرويج، أسبانيا، جنوب أفريقيا، السويد، البرتغال، الأوروغواي، الولايات المتحدة الأمريكية، المملكة المتحدة (جزر بيتكيرن، إنجلترا، ويلز واسكتلندا فقط)، بالإضافة إلى 4 ولايات مكسيكية.

## حكم الزواج المدني في الإسلام
إذا كان الزواج المدني الذي يتم في محكمة مدنية وكان المراد منه هو توثيق النكاح وتسجيله فهو جائز؛ حفظا للحقوق ومنعا للتلاعب. وإن كان لا تتوفر فيه شروط النكاح، أو يترتب عليه أمور باطلة فيما يتعلق بالطلاق وغيره، فلا يجوز الإقدام عليه، إلّا أن يتعذّر توثيق النكاح بدونه، أو أن يضطر الإنسان إليه، فيعقد النكاح عقداً صحيحاً شرعياً في إحدى المراكز الإسلامية، ثم يعقد العقد المدني في المحكمة، مع العزم على التحاكم إلى الشرع في حال حدوث النزاع بينهم.